# Clovia willei
Clovia willei är en insektsart som beskrevs av Schmidt 1926. Clovia willei ingår i släktet Clovia och familjen spottstritar. Inga underarter finns listade i Catalogue of Life.